# Flavio Crespi
Flavio Crespi (Busto Arsizio, 19 febbraio 1980) è un arrampicatore italiano.
Pratica l'arrampicata in falesia e ha gareggiato nelle competizioni di difficoltà.
È l'arrampicatore italiano che ha ottenuto più successi nella Coppa del mondo lead di arrampicata.

## Biografia
Dal 1998 partecipa alle competizioni internazionali e arrampica soprattutto indoor
per prepararsi alle competizioni.
Ha vinto sei edizioni tutte consecutive del Campionato italiano lead di arrampicata, dal 2002 al 2006.
Il 12 novembre 2004 a Brno è salito per la prima volta sul gradino più alto del podio, davanti a Tomás Mrázek e Alexandre Chabot. In quell'anno è giunto terzo nella classifica finale.
L'anno successivo, il 2005, ha vinto quattro gare su otto aggiudicandosi la Coppa davanti a Jorg Verhoeven e Cédric Lachat.
Nel 2008 ha avuto un infortunio alla spalla che non gli ha permesso di gareggiare.

## Palmarès

### Coppa del mondo
|      | 1998 | 1999 | 2000 | 2001 | 2002 | 2003 | 2004 | 2005 | 2006 | 2007 | 2008 | 2009 |
| ---- | ---- | ---- | ---- | ---- | ---- | ---- | ---- | ---- | ---- | ---- | ---- | ---- |
| Lead | 31   |      | 24   | 21   | 4    | 11   | 3    | 1    | 3    | 5    |      | 17   |

### Campionato del mondo
|      | 2001 | 2003 | 2005 | 2007 | 2009 |
| ---- | ---- | ---- | ---- | ---- | ---- |
| Lead | 36   | 12   | 16   | 6    | 21   |

## Statistiche

### Podi in Coppa del mondo lead
| Stagione | 1º | 2º | 3º | Podi totali |
| -------- | -- | -- | -- | ----------- |
| 2002     |    | 1  | 2  | 3           |
| 2003     |    |    |    |             |
| 2004     | 1  |    |    | 1           |
| 2005     | 4  | 1  | 1  | 6           |
| 2006     | 1  | 1  | 1  | 3           |
| 2007     | 1  | 2  |    | 3           |
| Totale   | 7  | 5  | 4  | 16          |